# Arhaphuroides parabreviremis
Arhaphuroides parabreviremis is een naaldkreeftjessoort uit de familie van de Tanaellidae. De wetenschappelijke naam van de soort is voor het eerst geldig gepubliceerd in 1986 door Sieg.